# Balsmoseskolen
Balsmoseskolen er en skole i Smørum i Egedal Kommune. Før kommunesammenlægningen lå skolen i den daværende Ledøje-Smørum Kommune.

## Historie
Udviklingen i den gamle Ledøje-Smørum Kommune i 1970'erne betød, at mange nye boliger blev opført især i Smørumnedre. Mange børnefamilier flyttede ud til den grønne kommune med lys og luft. Det betød, at de to skoler, Søagerskolen og Boesagerskolen ikke kunne huse alle børnene. Byrådet vedtog byggeriet af "den tredje skole", og der blev nedsat et byggeudvalg i 1975. Udvalgsarbejdet blev desværre ikke igangsat så betids, at 1. etape kunne stå færdig til skoleårets start i 1976. Derfor måtte der bygges en pavillon, dvs. et let byggeri, som var tænkt kun at skulle fungere nogle år, men pavillonen ligger der endnu og anvendes til SFO-Mosehuset.
I efteråret 1976 blev det første spadestik til "stenskolen" taget af daværende borgmester, Eigil Poulsen. Skolen blev bygget i tre etaper og taget i brug i 1977, 1978 og sidste etape, blok B og C blev færdige 1. marts 1979. Den officielle indvielse fandt sted den 6. april 1979. Skolen blev leveret som totalentreprise af firmaet Rasmussen og Schiøtz. Et konsulentfirma bistod med planlægningen af byggeriet, og skolen blev bygget på baggrund af de gode og dårlige erfaringer, man havde høstet i de nærmeste foregående år inden for skolebyggeri. Det kom Balsmoseskolen til gode.
Skolen er blevet bygget som en to-spors skole med egen sportshal og meget store udeområder. Fra starten var mange drømme opfyldt. Bygningerne hviler på betonsøjler med røde murstensmure udvendig og i de indre gang- og fællesarealer. Der er store lysindfald, også kaldet den japanske model. Planløsningen er enkel og funktionel, en lang bygningskrop med faglokaler, specialundervisning, bibliotek og personalefaciliteter samt tre blokke med plads til indskolingen bh.-2. kl., mellemtrinnet 3.-6. kl. og udskolingen 7.-10. kl. Dertil en sportshal med fire omklædningsrum. Hallen kan opdeles i to dele.
Lokalerne er disponeret, så adgangen til faglokalerne ligger bekvemt i forhold til hjemklasserne.

## Udbygning
I løbet af 1980'erne voksede børnetallet atter, og der kom et voldsomt elevpres på skolen. I en periode var der 3 årgange med 4 spor. Det toppede med 611 elever og 47 lærere i 1986/1987. Børnetallet aftog så langsomt igen i løbet af en årrække.
De ændrede undervisningskrav og ønsket om nem adgang til it fra omkring århundredeskiftet stillede andre krav til lokaliteter, og det medførte, at skolen blev udbygget med nye edb-lokaler, og at et fælles multirum, Torvet, blev bygget. Desuden blev nogle nedslidte lokaler som musik, hjemkundskabs- og natur- og fysiklokale fornyet ved flytning til andre områder. Skolen er blevet moderniseret på væsentlige områder inden for de sidste 10 år, men mangler stadig modernisering af sit pædagogiske center og personalefaciliteter.
Da skolen, foruden et være den ene af Egedal Kommunes skoler, der rummer 10. kl., også huser særlige specialklasser, er der i 2010 bygget til, så disse har egne lokaler. I 2013, rummer skolen ca. 560 elever fordelt på 30 klasser, og der er 118 medarbejdere.

## Succeshistorier
I 2010 vandt skolens daværende 9. klassespiger danmarksmesterskabet i skolebasket. Skolen nød godt af en årgang med mange spillere fra Jonstrup Basketball Klub. Drengeholdet vandt i samme turnering sølv. I 2012 snuppede skolens piger en fornem tredjeplads og dermed bronzemedaljer.
Skolens ene 8. klasse deltog i 2012 i den landsdækkende filmfestival Oregon og vandt prisen for bedste film for unge under 16.